# Miconia michelangeliana
Miconia michelangeliana är en tvåhjärtbladig växtart som beskrevs av Renato Goldenberg och L. Kollman. Miconia michelangeliana ingår i släktet Miconia och familjen Melastomataceae. Inga underarter finns listade i Catalogue of Life.